# ناهمسان‌گردی

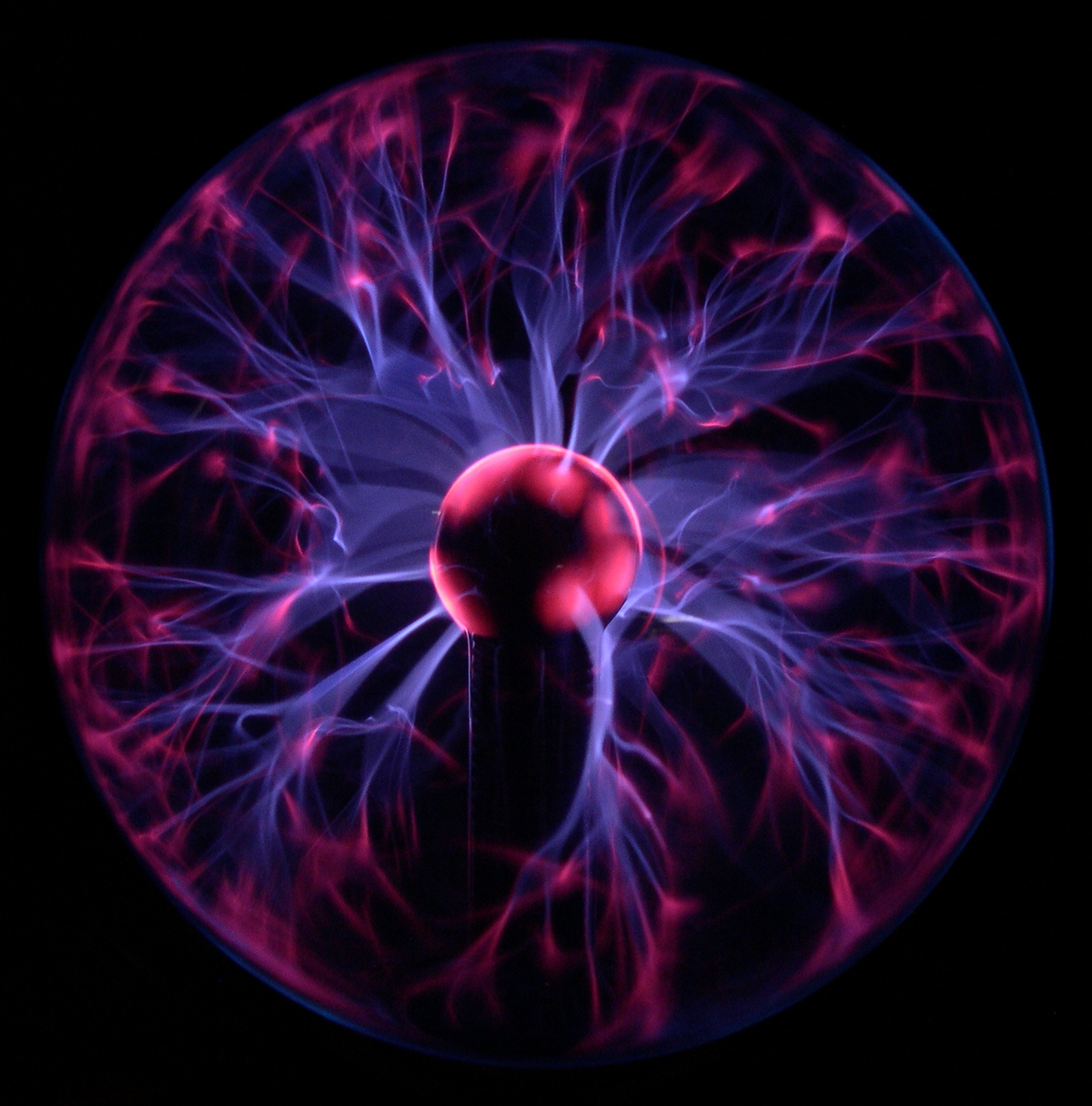
یک لامپ پلاسمایی که نشانگر سرشت ناهمسانگرد پلاسما است. در این مورد پدیده رشته‌ای شدن رخ داده است.

ناهمسانگردی ویژگی ساختاری عدم یکنواختی در جهات مختلف است، برخلاف همسانگرد. یک جسم یا الگوی ناهمسانگرد دارای خواصی است که بسته به جهت اندازه‌گیری متفاوت است. به عنوان مثال، بسیاری از مواد هنگام اندازه‌گیری در امتداد محورهای مختلف، خواص فیزیکی یا مکانیکی بسیار متفاوتی از خود نشان می‌دهند، مانند جذب، ضریب شکست، رسانایی و استحکام کششی. برای نمونه برای به‌دست آوردن یوتی‌اس در مواد همسانگرد مانند فولاد و … می‌توان از آزمایش‌های کشش استفاده کرد. در این آزمایش دو طرف ماده همسانگرد را به دو فک دستگاه می‌بندند تا زمانی که از هم گسیخته و شکسته شود و این تنشِ حداکثر را برای تمام جهات مورد قبول قرار می‌دهند، اما در مواد ناهمسانگرد این اتفاق نخواهد افتاد.
اگر خصوصیتی به جهت‌گیری آن در فضا بستگی داشته باشد، آن خصوصیت ناهمسانگرد (انیزوتروپ) است. توابع تانسوری ناهمسانگرد هستند.
در مواد همسانگرد دانه‌ها عموماً در جهات مختلف قرار گرفته‌اند اما در مواد ناهمسانگرد دانه‌ها در یک جهت قرار دارند که باعث می‌شود خواص در آن جهت با جهت‌های دیگر متفاوت باشد.

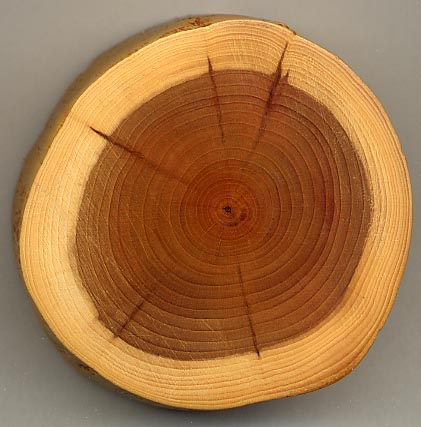
چوب یک نمونه ماده ناهمسانگرد طبیعی است

یک نمونه دیگر از ناهمسانگردی، نوری است که از یک قطبش‌گر عبور می‌کند. دیگری چوب است که به دلیل عدم یکنواختی جهت دانه‌ها (دانه در یک جهت یکسان است نه در همه جهات) در امتداد دانه آن راحت تر از روی آن تقسیم می‌شود.
مواد همسانگرد و ناهمسانگرد: مواد همسانگرد به موادی گفته می‌شود که خاصیت‌های آن از جمله ضریب پوآسون و مدول کشسانی و ضریب هدایت حرارتی و … مستقل از جهت می‌باشد.
به زبانی دیگر مواد درصورت همسانگردبودن حتماً همگن اند ولی خلاف این مطلب همواره درست نمی‌باشد.
به صورت کلی در تعریف خواص حرارتی و مکانیکی مواد همسانگرد تنها یک ضریب پوآسون و مدول کشسانی، ضریب هدایت حرارتی ضروری است.
مواد ناهمسانگرد نیز موادی اند که خواص آن‌ها در جهت‌های مختلف تغییرمی‌کند و برای تحلیل این مواد باید خواص آن را در جهات مختلف بیان کرد.
در مواد همسانگرد خواص در تمامی جهت‌ها یکسان می‌باشد؛ بنابراین بینهایت صفحه تقارن برای خواص مواد موجود است.

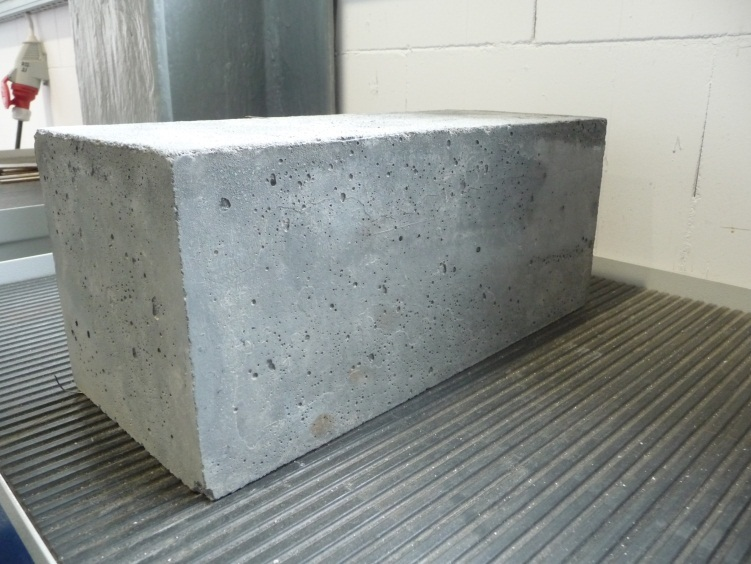
بتن یکی از مواد ناهمسانگرد ساخته بشر است

## کاربردها
گرافیک کامپیوتری
روش فیلتر ناهمسانگردی برخلاف روش‌های قبلی مانند فیلترهای دوخطی و سه‌خطی که نمی‌توانستند زاویه صفحات را مشخص کنند، بهبود چشمگیری یافته است که می‌تواند بافت‌های صفحات را با کم کردن جزئیات در یک جهت و افزایش آن در جهت دیگر، به درستی نشان دهد.
شیمی
فیلتر ناهمسانگردی شیمیایی، نواحی نزدیک و نواحی بسیار دور نسبت به هسته اتم را حذف می‌کند و نواحی بینابینی را نگه‌می‌دارد. این نوع فیلتر باعث می‌شود که فرایند فیلتراسیون کارآمدتر باشد. به عنوان مثال، از این فیلترها برای تعیین شکل یک ماکرومولکول استفاده می‌کنند. برای اینکار، مولکول را برانگیخته کرده و نور قطبی‌شده سطحی آن را جذب می‌کنند و محاسبات را بر روی آن انجام می‌دهند.
در طیف‌سنجی تشدید مغناطیسی هسته‌ای، سیستم‌های ناهمسانگرد الکترون‌های مولکول‌های چگال را در میدان مغناطیسی توزیع می‌کنند که این چگالی غیرطبیعی الکترون‌ها، بر میدان مغناطیسی تأثیر گذاشته و باعث تغییر شیفت شیمیایی قابل مشاهده می‌شوند.
فیزیک
فیزیکدانان دانشگاه کالیفرنیا، برکلی در سال ۱۹۹۷ دربارهٔ اثر ناهمسانگردی کیهانی گزارش دادند.این ناهمسانگردی کیهانی در هم‌ترازی محورهای چرخش کهکشان‌ها و زوایای قطبش اختروشها نیز دیده شده است.
فیزیکدانان اصطلاح ناهمسانگردی را در خواص مربوط و وابسته به جهت مواد توصیف می‌کنند مانند ناهمسانگردی مکانیکی، ناهمسانگردی مغناطیسی و غیره. آن‌ها مواد را به گونه‌ای مدل‌سازی می‌کنند که هدایت حرارتی ناهمسانگرد در مواد، در جهت و هندسه مورد نظرشان باشد. برای این مدل‌سازی دقیق اغلب از مواد ناهمسانگرد استفاده می‌شود.
بسیاری از کریستال‌ها نسبت به نور ناهمسانگرد هستند و دوشکستی از خود بروز می‌دهند. این دوشکستی در محورهای ناهمسانگردی اتفاق می‌افتد که در آن محور همسانگرد در امتداد آن می‌شکند. یک کریستال می‌تواند بک یا چند محور نوری داشته باشد.
ژئوفیزیک و زمین‌شناسی
ناهمسانگردی لرزه‌ای به تغییر سرعت موج لرزه‌ای با جهت اشاره دارد. این پدیده به عنوان شاخصی از نظم دور برد در یک ماده عمل می‌کند که اغلب از هم‌ترازی ویژگی‌های کوچکتر از طول موج لرزه‌ای ناشی می‌شود. تغییر جهت سرعت موج الاستیسیته ناشی از این هم‌ترازی می‌تواند بینش‌های مهمی را در مورد فرایندهای زمین و کانی‌شناسی ارائه دهد. قابل ذکر است که ناهمسانگردی لرزه‌ای قابل توجهی در پوسته، گوشته و هسته داخلی زمین، شناسایی شده است.
لایه‌های متمایز مواد رسوبی می‌توانند باعث ایجاد ناهمسانگردی الکتریکی شوند. تین ویژگی در صنعت اکتشاف گاز و نفت به کار برده می‌شود. همچنین ناهمسانگردی مکانیکی سنگ‌های رسوبی با تغییر خواص سطحی آن‌ها تغییر می‌کند.
هدایت هیدرولیکی آبخوان‌ها اغلب ناهمسانگرد می‌باشد، که نیاز به در نظر گرفتن تفاوت بین نفوذپذیری افقی و عمودی هنگام محاسبه جریان آب زیرزمینی به زهکش‌ها یا چاه‌ها برای جلوگیری از خطا دارد.
اکثر کانی‌ها نیز ناهمسانگرد هستند مانند کوارتز اما بعضی از آن‌ها همسانگرد می‌باشند مانند گارنت.
علم و مهندسی مواد
مهندسی مواد و علم مواد ناهمسانگرد، وابستگی جهتی یک خاصیت فیزیکی ماده است. این یک نکته حیاتی برای انتخاب مواد در برنامه‌های مهندسی است. توصیفات تانسور خواص ماده می‌تواند برای تعیین وابستگی جهتی آن خاصیت استفاده شود. وقتی یک ماده چند بلوری است، وابستگی جهتی، به خواص مربوط می‌شود و اغلب با روش‌های پردازشی که آن را تجربه کرده است، مرتبط است. ماده‌ای با دانه‌های تصادفی، همگن است، در حالی که مواد با بافت، اغلب ناهمسانگرد هستند. مواد با بافت، نتیجه روش‌های پردازشی مانند کوچک کردن، کشیدن سیم و گرمایش هستند.
خواص مکانیکی مواد مانند مدول یانگ، کشش، مقاومت به خمش و نرخ خزش در دمای بالا، اغلب به جهت اندازه‌گیری وابسته هستند. برخی خواص تانسور مانند ثابت‌های الاستیک، ناهمسانگرد هستند، حتی برای مواد با تقارن مکعبی. مدول یانگ، وابستگی بین تنش و کرنش را در هنگام انعطاف الاستیکی یک ماده همگن توصیف می‌کند؛ برای توصیف الاستیسیته در یک ماده ناهمسانگرد، از تانسورهای سختی (یا انطباق) به جای آن استفاده می‌شود.
در فلزات، رفتار ناهمسانگردی در تمام بلورهای تک‌بلوری با سه ضریب مستقل برای بلورهای مکعبی وجود دارد. برای مواد مکعبی مرکز صفحه‌ای مانند نیکل و مس، سختی بیشترین مقدار خود را در جهت <۱۱۱>، عمود بر صفحات نزدیک به هم و کمترین مقدار خود را موازی با <۱۰۰> دارد. درجه ناهمسانگردی تنگستن در دمای اتاق به حدی نزدیک به همسانی است که می‌توان آن را دارای دو ضریب سختی در نظر گرفت؛ آلومینیوم نیز یکی از فلزاتی است که نسبت همسانی و ناهمسانی نزدیک به هم دارد.
{\displaystyle G=E/[2(1+\nu )],}
در مواد همسانگرد فرمول روبه‌رو برقرار است که در آن G مدول برشی، E مدول یانگ و υ نسبت پواسون است.
اما در مواد ناهمسان گرد، a اندیس r نسبتی بین مدول برشی تجربی برای مواد مکعبی و معادل همسانگرد آن است:
{\displaystyle a_{r}={\frac {G}{E/[2(1+\nu )]}}={\frac {2(1+\nu )G}{E}}\equiv {\frac {2C_{44}}{C_{11}-C_{12}}}.}
مواد کامپوزیتی تقویت‌شده با لایه‌ای، به دلیل وجود و جهت‌گیری الیاف و مواد تقویت کننده، خواص مکانیکی ناهمسانگرد دارند مانند فیبر کربن. اما نکته مثبت این مواد جاییست که می‌توان به گونه‌ای آن‌ها را طراحی کرد که خواص در جهت مورد نیاز ما قرار گیرند.
اغلب مواد پلیمری دارای خواص همسانگرد هستند؛ با این حال، می‌توان طوری آن‌ها را مهندسی کرد که از طریق تکنیک‌های پردازشی، خواص وابسته به جهت داشته باشند. این طراحی باعث ایجاد موادی می‌شود که در صورت اعمال تنش کششی به موازات لایه‌ها، مستحکم و در صورت اعمال تنش کششی عمود بر لایه‌ها ضعیف هستند.
علوم اعصاب
تصویربرداری پخش وزنی یک تکنیک MRI است که شامل اندازه‌گیری ناهمسانگردی کوچک حرکت تصادفی (حرکت براونی) مولکول‌های آب در مغز می‌شود. مولکول‌های آب در مجراهای مغزی به احتمال زیاد به صورت ناهمسانگرد حرکت می‌کنند.

## کشسانی در مواد ناهمسانگرد و همسانگرد
قانون هوک به صورت زیر مطرح می‌شود:     {\displaystyle \sigma _{i}=C_{ij}\epsilon _{j}}
{\displaystyle C_{ij}} ماتریس سفتی ماده است که دارای ۳۶ درایه می‌باشد. از این ۳۶ درایه به علت وجود تقارن در ماتریس {\displaystyle C_{ij}} فقط ۲۱ درایهٔ مستقل وجود دارد. درصورت وجود صفحه یا صفحات تقارن در خاصیت‌های جسم این تعداد درایه کم می‌شود.

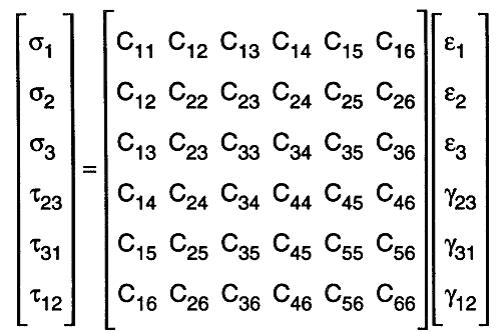

مواد با توجه به تعداد صفحات تقارن در آن‌ها به چند گروه تقسیم می‌شوند که در ذیل قانون هوک را برای آن‌ها می‌نویسیم:
1. ناهمسانگرد (Anisotropic) موادی که بدون صفحه تقارن اند:
2. تک‌شیب یا تک‌تقارنه (Monoclinic) موادی که شامل صفحه تقارن اند:
3. چندسانگرد یا متعامدگرد (Orthotropic) موادی که شامل سه صفحه تقارن اند:
4. مواد همسانگرد عرضی (Transversely Isotropic):

این مواد مثل مواد همسانگرد دارای ۳ صفحه تقارن اند با این فرق که خواص در دو امتداد آن برابر هست.
۵) همسانگرد (Isotropic) موادی که دارای بینهایت صفحه تقارن اند:
چندسانگردها و ناهمسانگردها و همسانگرد عرضی و تک‌شیب‌ها موادی با خاصیت ناهمسانگردی هستند.
تعداد مؤلفه‌های ماتریس سختی مواد در جدول زیر مطرح شده است:
به این دلیل که بحث ما پیرامون مواد کامپوزیتی است و کامپوزیت‌ها بیشتر ارتوتروپ اند، مؤلفه‌های ماتریس سختی را برای این مواد به صورت می‌نویسیم: